# Saint-Maudan
Saint-Maudan é uma comuna francesa na região administrativa da Bretanha, no departamento Côtes-d'Armor. Estende-se por uma área de 6,62 km². Em 2010 a comuna tinha 409 habitantes (densidade: 61,8 hab./km²).